# Hombori
Hombori est une localité et une commune rurale malienne, chef-lieu d'arrondissement et de cercle, dans la région de Douentza.

## Géographie
La ville d'Hombori est située au pied des monts Hombori, dans le désert du Gourma, sur la route nationale 16 (axe Sévaré-Gao) à 147 km à l'est du chef-lieu régional Douentza. Le Mont Hombori Tondo point culminant du Mali s'élève à 1 155 m, dominant de 700 m le village de Hombori.
| Sevare | Inadiatafane |       |
| Haïré  | Hombori      | Gossi |
|        | Mondoro      |       |

## Histoire
(janvier 2013).
Si vous disposez d'ouvrages ou d'articles de référence ou si vous connaissez des sites web de qualité traitant du thème abordé ici, merci de compléter l'article en donnant les références utiles à sa vérifiabilité et en les liant à la section « Notes et références ».

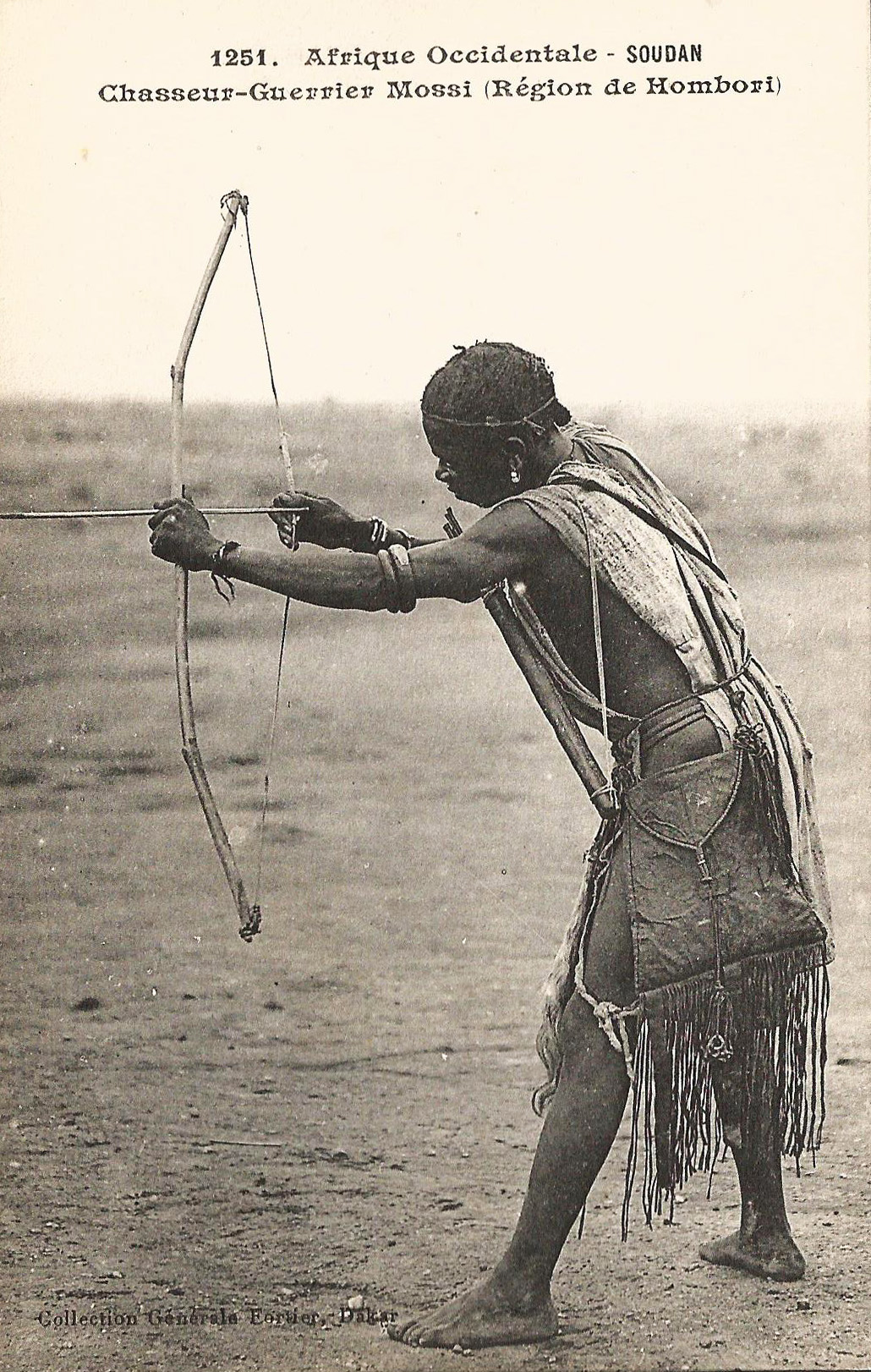
Chasseur-guerrier dans la région de Hombori (Soudan français).

Hombori est un vieux village qui aurait été fondé avant le Xe siècle par des chasseurs songhoy et complété, entre le XIe et le XIIe siècle par des membres du clan de Soni Ali Ber venus du village de Tindirma dans la région de Tombouctou.
Après la conquête de l'empire songhaï de Gao en 1591 par l'armée marocaine du sultan Ahmed el-Mansour dit Ed-Dahabi (« le Doré »), la dynastie royale des Askia alors régnante s'est dispersée. Une partie s'est installée dans le Dendi (le long du fleuve Niger entre Niger et Bénin actuels) et une autre partie à Hombori. Les Songhoï, et peulh sont majoritaires actuellement, sont venus peupler postérieurement le village.
Les Songhoïs ont collaboré avec le colonisateur français, contrairement aux Dogons restés en retrait.
Pendant les guerres ou les rezzous menés par les Maures à la recherche d'esclaves, les Dogons se protégeaient en se réfugiant dans les montagnes. Hombori est avant tout la capitale de la puissance occulte de l'empire Songhoï (donc le centre de la famille Sonni, première dynastie de l'empire évincée du trône par l'Askia et recentré sur la magie) et aussi un point stratégique pour conquérir le sud du Mali. Cela explique l'implantation du village d'Hombori en hauteur. Certains villages alentour sont difficiles d'accès, comme Tabi situé à 30 km.
Lors de l'insurrection de 2012, la ville tombe sous le contrôle Mouvement national pour la libération de l'Azawad (MNLA) qui est rapidement supplanté au printemps 2012 par des mouvements islamistes radicaux, comme Ansar Dine et le MUJAO. À la suite de l'engagement militaire de la France en janvier 2013 dans le cadre de l'opération Serval, l'armée malienne appuyée par l'armée française reprend le contrôle d'Hombori le 25 janvier 2013.
Le 19 avril 2022, à la suite de l'explosion d'un véhicule militaire sur une mine artisanale à proximité de la commune de Hombori, un supplétif de l'armée malienne est décédé. Les forces militaires du convoi se rendent au marché hebdomadaire de Hombori, proche du lieu de l’explosion, et tirent dans la foule. Les sources locales évoquent des morts, des blessés et des arrestations. Les autorités maliennes admettent la mort d'un militaire russe à Hombori, ce qui confirme, selon Wassim Nasr, leur participation aux combats. L'armée française affirme qu'il s'agit d'éléments du groupe Wagner.

## Villages

Carte communale

La commune s'étend sur 22 localités relevées lors du recensement général de 2009. 
Les villages les plus peuplés sont :
- Hombori (7 056 habitants) ;
- Gallou (3 575 habitants) ;
- Pettendotti (1 269 habitants).

En 2023, la loi 2023-007 attribue à la commune 24 villages, fractions ou quartiers :
- Hombori
- Gamni
- Barbeye
- Breria
- Gontha
- Boumbaki
- Wonderabere
- Kantakine
- Kelmi
- Kissim
- Inkalou Gourema
- Souleymane Sala
- Tondibangou
- Kobou
- Dossou
- Hordiahitt
- Kiri
- Pettendotti
- Albachar
- Inkalou Boureima
- Ordiahitt
- Narki
- Ouama
- Seguendourou

En 2023, le village de Gallou est soustrait de la commune de Hombori et érigé en commune rurale composée de l'unique localité de Gallou.